# Preußisches Gemeindeverfassungsgesetz

Preußen nach dem Ersten Weltkrieg (dunkelblau)

Das Preußische Gemeindeverfassungsgesetz (PrGemVG 1933) vom 15. Dezember 1933 vereinheitlichte das bisher zersplitterte Kommunalrecht im Freistaat Preußen. Es bildete den Auftakt der nationalsozialistischen Kommunalgesetzgebung. Kern der Bestimmungen war die Festlegung der Befugnisse und Stellung des Gemeindeleiters im Sinne des Führerprinzips.
Aufgehoben wurden alle bisher gültigen Städteordnungen und Landgemeindeordnungen. Nunmehr galt eine einzige Gemeindeordnung für alle bisherigen preußischen Stadt- und Landgemeinden mit Ausnahme der Hauptstadt Berlin. 
Die bisher nach einer der regional verschiedenen Städteordnungen verwalteten Gemeinden führten zukünftig die Bezeichnung „Stadt“, alle übrigen Gemeinden die Bezeichnung „Landgemeinde“.
Damit galten die sogenannten Titularstädte – kleinere Gemeinden, die nach einer Landgemeindeordnung verwaltet wurden, aber den Titel „Stadt“ trugen, weiterhin als Landgemeinden.
„Bauerndörfer“ sollten die Gemeinden sein, „in denen der überwiegende Teil der Volksgenossen dem Reichsnährstand angehört“. Die Bestimmung und Ausweisung dieser Gemeinden ist aber nicht mehr zustande gekommen.
Die Bezeichnung „Bürgermeister“ für den Leiter einer kreisangehörigen Stadt und „Oberbürgermeister“ in einem Stadtkreis wurde beibehalten. Der Leiter einer Landgemeinde hieß jetzt „Gemeindeschulze“, für den eines Bauerndorfes war die Bezeichnung „Dorfschulze“ vorgesehen. Diese Leiter wurden nicht mehr gewählt, sondern berufen.
Das Preußische Gemeindeverfassungsgesetz entstand maßgeblich unter Federführung von Carl Schmitt. Es enthielt erstmals umfassende Regelungen über die wirtschaftlichen und sozialen Betätigungsmöglichkeiten von Gemeinden. Das Gesetz hatte nur in Preußen Gültigkeit. In allen anderen Gliedstaaten des Deutschen Reiches galten bis zur Einführung der Deutschen Gemeindeordnung über 30 landesrechtliche Kommunalverfassungen fort.
Das Gemeindeverfassungsgesetz trat am 1. Januar 1934 in Kraft und wurde zum 1. April 1935 durch die reichseinheitliche Deutsche Gemeindeordnung vom 30. Januar 1935 ersetzt.
Der Gesetzestext wurde in der preußischen Gesetzsammlung 1933, Stück 78 (vom 18. Dezember 1933) veröffentlicht.